# Attacca World Music
Az Attacca World Music 1998-ban alapított világzenei együttes.

## Munkássága
Az együttes zenéje merít a magyar és balkáni népzenékből, nem tagadva meg az európai klasszikus zenei hagyományokat s a kortárs zenei behatásokat.
Az együttes a Magyar Rádió Bartók Adófőszerkesztőség több élő közvetítésén és koncertjén lépett fel (2000, 2002, 2004), Jazz Open Fesztivál stb.
A megújított Attacca World Music együttes 2019 nyarától hazai világzenei fesztiválokon (Babel Sound, Örökség Világzenei Fesztivál) lépett fel és adott több budapesti és vidéki koncertet is. Hangfelvételeit hazai rádiók (Bartók Rádió, Jazzy Rádió, Karc FM, KLUB Rádió, Magyar Katolikus Rádió, Open Air Radio) sugározzák, s emellett világzenei és jazz  műsorokban több zenés interjú hangzott el a zenekarral.
2020 januárjától az Attacca World Music zenéjével határon túli rádiók (Kolozsvári Rádió, Pulzus Rádió Beregszász,Szabadkai Rádió) műsoraiban is bemutatkozott.
A klasszikus zene és a kortárs jazz formanyelve, eszközei, kifejezésmódja mellett - a kompozíciós gondolkodás mentén - az Attacca World Music zenéjében hangsúlyosan jelenik meg az autentikus népzene is, színesítve az összhangzást. A Kárpát-medence népzenéi, s ezen belül a Bartók Béla és Kodály Zoltán által is kutatott magyar parasztzene tiszta forrása inspiráció és útmutató is egyben, hasonlóan a két zeneszerző XX. századi műveihez.
2020 augusztusában a Hunnia Records & Film Production gondozásában jelent meg az Attacca World Music: My World / Világom CD-lemeze. A megjelent Világom zenéje mellett megjelenik a koreografált tánc, több saját anyaghoz komponálva, utalva ezzel különböző tájegységek táncaira, melyek évszázadok óta részei a magyar népi kultúrának, a hagyományoknak. Szerepel a lemezen egy Bartók Béla népdalfeldolgozás, illetve az őt 1936-os törökországi gyűjtőútján kísérő Ahmed Adnan Saygun (1907-1991) török zeneszerző zongorára írt egyik kompozíciójának zenekari átirata is.
Hetessy Csaba zeneszerző az Attacca World Music alapító tagja és művészeti vezetője.

## Az együttes tagjai
- Fekete Bori - ének;
- Horváth Móni - szaxofon, kaval, fuvola, ének;
- Mészáros Erzsébet - hegedű;
- Hetessy Csaba - zongora;
- Dénes Ábel - nagybőgő;
- Bordás Zoltán - ütőhangszerek;
- Bodnár Dániel - tánc.

## További információ
- https://ethnocloud.com/ATTACCA/ https://ethnocloud.com/ATTACCA/
- https://www.facebook.com/Attacca-World-Music-2577362062334981/
- http://www.gramofon.hu/index.php/archivum/az-attacca-vilaga Archiválva 2021. január 17-i dátummal a Wayback Machine-ben
- https://bmc.hu/en/programs/gul-baba-jazz-nights-arif-erdem-ocak-nasip-kismet-attacca-world-music